# Psidium refractum
Psidium refractum är en myrtenväxtart som beskrevs av Otto Karl Berg. Psidium refractum ingår i släktet Psidium och familjen myrtenväxter. Inga underarter finns listade i Catalogue of Life.